# Вулиця Івана Езау (Дніпро)
Вулиця Івана Езау — вулиця в Чечелівському районі міста Дніпро.
Вулиця Івана Езау бере початок від вулиці Павлова; має перехрестя з вулицею Щербини й губиться на території колишнього Дніпропетровського комбайнового заводу.

## Історія
Вулиця виникла під назвою Друга Фабрична вулиця.
У радянські часи вулицю перейменували на честь катеринославського робітника та учасника революційних подій Булигіна А. Я.
В 2016 році вулиці присвоїли назву на честь українського промисловця, міського голови Катеринослава Йоганна Езау.

## Будівлі
№ 16 — Салон Kia
№ 17 — Салон Hyundai

## Світлини

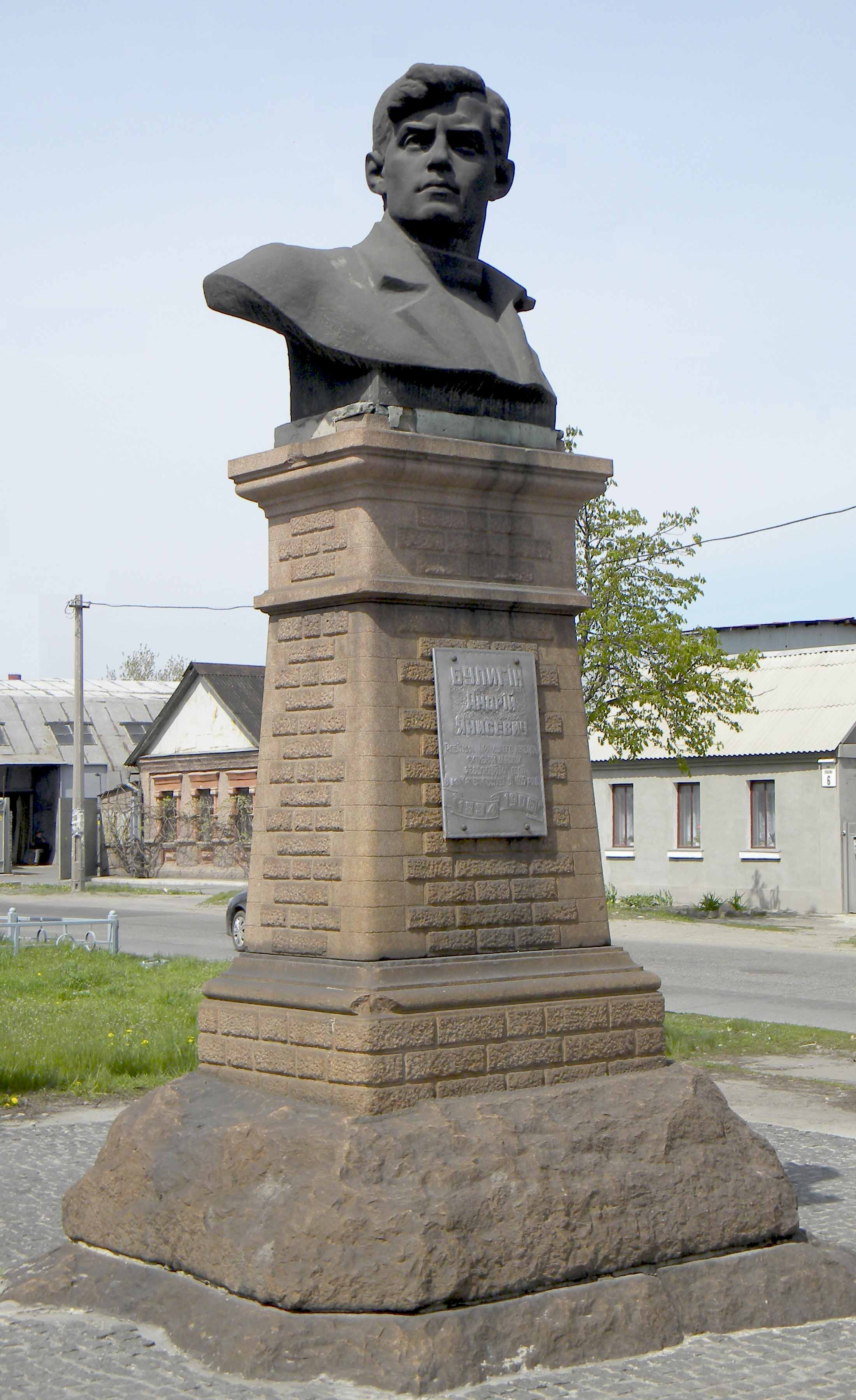
Пам'ятник-погруддя А. Я. Булигіну (демонтовано)
Міський голова міста Катеринослава Іван Якович Езау